# John P. O'Neill
John Patrick O'Neill, född 6 februari 1952 i Atlantic City, död 11 september 2001 i New York, var en amerikansk FBI-agent. O'Neill är mest känd som utredare av brott mot amerikaner där al-Qaida var inblandat, såsom sprängningen av Khobar Towers i Saudiarabien samt av USS Cole i Aden, Jemen. Han var även ledande vid gripandet av Ramzi Yousef som var hjärnan bakom bombdådet mot World Trade Center 1993.
O'Neill lämnade FBI 2001 för att bli säkerhetschef vid World Trade Center i New York. Han dödades i samband med 11 september-attackerna.